# Conceição do Araguaia (ort)
Conceição do Araguaia är en ort i Brasilien.   Den ligger i kommunen Conceição do Araguaia och delstaten Pará, i den centrala delen av landet, 800 km norr om huvudstaden Brasília. Conceição do Araguaia ligger 180 meter över havet och antalet invånare är 27 115.
Terrängen runt Conceição do Araguaia är platt, och sluttar österut. Det finns inga andra samhällen i närheten. 
Omgivningarna runt Conceição do Araguaia är huvudsakligen savann. Runt Conceição do Araguaia är det mycket glesbefolkat, med 2 invånare per kvadratkilometer.